# Maria Ozawa
Pour les articles homonymes, voir Ozawa et Miyabi.
 (janvier 2021).
Maria Ozawa (小澤マリア, Ozawa Maria) est une actrice pornographique japonaise, née le 8 janvier 1986 dans la préfecture d'Hokkaidō. Du fait de ses origines, son charme est décrit comme un « parfait équilibre de beauté japonaise teintée d'un soupçon d'exotisme. » Sa plastique, sculptée par le hockey sur gazon qu'elle pratique depuis l'école, lui permet d'accéder aux plus hautes marches du hit parade des actrices de sa spécialité[réf. souhaitée]. Elle est également connue sous le pseudonyme de Miyabi, qu'elle portait à ses débuts.

## Biographie
Maria Ozawa est née le 8 janvier 1986 à Hokkaidō, Japon, d'une mère japonaise et d'un père québécois. Ancienne élève de la Christian Academy in Japan, ses passe-temps favoris sont la guitare, le hockey sur gazon et la cuisine. Elle se déclare amatrice de jeux vidéo.
Ozawa a toujours été très franche concernant sa vie privée et ses activités lors d'entretiens avec les journalistes. Elle les détaille et publie des photos d'elle sur son site. Enfin elle répond sans détours aux questions que lui posent ses admirateurs sur son blog ouvert en 2005. Elle affirme s'être familiarisée avec la pornographie dès l'adolescence grâce à des vidéos appartenant à un ami de son frère et apprend « les 48 positions » dans un livre qu'elle s'est acheté elle-même. Elle dit avoir connu ses premières expériences sexuelles à l'âge de 13 ans et que son type d'homme est un japonais romantique.
En 2002, alors qu'elle est toujours scolarisée, Ozawa apparaît, en compagnie du groupe pop Kinki Kids, dans une courte publicité de 30 secondes vantant le Chocolat DARS. Elle y partage du chocolat avec un des chanteurs tout en tenant discrètement l'autre par la main.
En 2008, les quotidiens Shūkan Bunshun etTokyo Sports rapportent que Maria Ozawa a été vue en compagnie de la star du J-pop Koki Tanaka du groupe KAT-Tun. Interrogée sur ce sujet par le journal, elle n'a ni infirmé ni confirmé cette rumeur: « Quand je sors avec quelqu'un, je lui reste totalement fidèle ! Par principe, je refuse les rencontres purement sexuelles. Ce n'est pas une bonne chose et puis, un seul petit ami, c'est largement suffisant. »
En 2017, Maria Ozawa est en couple avec Jose Sarasola, chef Philippin et ancien concurrent de l'émission "Pinoy Fear Factor". Elle vit désormais aux Philippines.

## Carrière
Contrairement à la plupart des actrices du genre, Ozawa n'est pas «  chassée » par un découvreur de talents travaillant pour le compte d'une agence spécialisée. Elle est introduite dans l'industrie du film pornographique par un ami acteur du genre.
En 2005, elle débute comme modèle, sous le pseudonyme Miyabi, pour le site internet shirouto-teien.com au mois de juin 2005 pour lequel elle pose à plusieurs reprises et interprète une courte vidéo gonzo éditée au format CD-R et DVD-R.
En 2015, après 10 ans dans l'industrie des films pour adultes, elle décide de suspendre sa carrière d'actrice pornographique. Elle souhaite jouer des rôles pour la télévision. Face aux difficultés rencontrées pour continuer une carrière plus classique au Japon, elle s'installe aux Philippines.

### S1 No. 1 Style
Ozawa signe ensuite un contrat qui la lie à S1 No. 1 Style (en), un studio qui produit des films pornographiques. Sa première vidéo 新人xギリモザ ナンバーワンスタイル (New Face – Number One Style) qu'elle interprète sous le nom de Maria Ozawa est réalisée par Hideto Aki et paraît le 7 octobre 2005. L'actrice se souvient être tellement anxieuse pendant le tournage qu'elle ne parvient pas à regarder son partenaire en face. Ozawa tourne ensuite pour S1 au rythme d'une vidéo par mois jusqu'au mois de février 2007. Il s'agit souvent de vidéos gonzos. Elle figure dans plusieurs compilations dont ハイパーギリギリモザイク (Hyper – Barely There Mosaic) la mettant en scène aux côtés de Sora Aoi, Yua Aida, Yuma Asami, et Honoka, autres Idoles de la vidéo pornographique. La vidéo est présentée par les studios en 2006 à l'AV Open, un concours entre les studios japonais pour élire la vidéo la mieux vendue. La vidéo remporte le premier prix.
Maria Ozawa quitte S1 au début de l'année 2007 pour Dasdas (DAS), une société débutante. Elle est accompagnée dans sa démarche par  Rin Suzuka, Reina Matsushima and Rin Aoki.

### Das et autres studios de production
Après la fin de son premier contrat d'exclusivité, Ozawa signe un contrat avec Dasdas, une firme naissante pour laquelle elle interprète des films aux pratiques plus « extrêmes » qu'à ses débuts avec S1 : sodomie, gang bang, bukkake, simulation de viol, urophilie, scatophilie, tortures physiques, etc.
Dasdas publie ses premières vidéos le 25 avril 2007 dont l'une, intitulée Beautiful Eurasian News Anchor Maria Ozawa Desiring Nakadashi Rape (Maria Ozawa, une belle eurasienne, désire être violée par plusieurs), met en scène Maria Ozawa.
Vers la fin de l'année 2007, Ozawa signe un contrat non exclusif avec アタッカーズ (Attackers), un studio connu pour être spécialisé dans les scènes de viol. Sa première vidéo interraciale, 黒人輪姦 (Multiple Black Rape (Violée par de nombreux noirs)) est mise sur le marché par Dasdas au mois de mai 2008.
Dès le mois de juin 2008, elle abandonne Dasdas pour Ran-maru, des studios nouvellement créés avec lesquels elle publie sa première vidéo le 19 juillet 2008.
Les studios pour lesquels Ozawa travaille jusqu'ici font partie de Hokuto Corporation, un regroupement de studios produisant des vidéos pornographiques.
Un peu plus tard, dans le courant de l'année 2008, Ozawa interprète une variété de vidéos pour le compte de différents producteurs dont son premier film saphique (Rezu - レズ) intitulé W Cast Premium Lesbian édité par LADYxLADY, filiale de Soft On Demand (SOD). Ozawa tourne sa première vidéo non censurée. Quatre publications non censurées sont diffusées sur Internet par XVN en septembre 2008. Les deux premières vidéos sont destinées à être incluses dans un DVD de 90 minutes intitulé Tora-Tora Platinum Vol.49 Maria Ozawa paru le 26 septembre 2008. Les deux dernières composent le DVD Tora-Tora Platinum Vol. 52 Maria Ozawa mis sur le marché le 31 décembre 2008.
Au mois de janvier 2009, Ozawa interprète 集団ニューハーフ輪姦乱交レイプ小澤マリア (Shemale Orgy Gangbang Rape) avec trois actrices transsexuelles pour DAS et, en mars de la même année, débute dans l'horreur érotico-pornographique du viol par des tentacules avec 触獣丸呑みアクメ 小澤マリア (Monster Swallowing Ecstasy Maria Ozawa) pour le compte de SOD
En 2009, trois studios (DAS, Moodyz et M's Video Group) sélectionnent chacun une vidéo impliquant Maria Ozawa pour les représenter au concours AV Grand Prix. La compilation  The Queen of DAS produite par DAS gagne le Prix de la scène vidéo la plus violente. M's Video Group remporte le Prix spécial dans la catégorie de l'actrice vidéo la plus représentative avec Oral Venus.
Sa vidéo la plus récente intitulée 女王様ブッカケ中出し輪姦ザーメン塗れの元S女 (Queen of Bukkake, Nakadashi, Gang Rape) est publiée par Cross en avril 2010.
Elle tourne ensuite en 2010 pour Colmax (Maria Ozawa, le journal hard d'une superstar). Le film est sorti en juin 2010.

### Autres activités
Parallèlement à ses activités d'actrice de films pornographiques, Maria Ozawa a également fait des apparitions sporadiques dans des films de V-cinema, dans des séries télévisées, des vidéos  et a posé pour un album photos ainsi que pour des revues glamour et pornographiques. On a pu également la voir, dans un clip vidéo, accompagner le groupe de hip-hop japonais DS455 (Summer Time in the D.S.C.).
En 2007, elle interprète le personnage d'Anita (ｱﾆｰﾀ) de la série télévisée Tokumei Kakarichō Tadano Hitoshi (特命係長・只野仁) diffusé sur la chaîne TV Asahi.
À deux reprises en 2007, Ozawa est stripteaseuse au "Shinjuku New Art", un cabaret situé dans le quartier de Shinjuku. Elle y danse dans différentes tenues, apparaissant successivement en danseuse du ventre, en geisha et en vachère. Trois vidéos de sa prestation sont parues ainsi qu'un entretien journalistique accordé dans les coulisses en marge de sa prestation. Bien qu'ayant suivi des cours de formation, elle reste très anxieuse au cours de ses exhibitions. Elle poursuit son expérience à Macao. Son numéro intitulé Tokyo Nights, est visible au Rockza, le club de l'hôtel Grand Lisboa, du 16 août au 6 septembre 2008. Elle y est entourée d'autres actrices japonaises du X. Le spectacle reçoit un accueil mitigé.
Elle prête son concours à la réalisation de documents publicitaires dans lesquels on peut la voir avec des tatouages temporaires.
Toujours en 2007, l'actrice a interprété le rôle d'Anita dans le téléfilm Tokumei Kakarichō Tadano Hitoshi (特命係長・只野仁) sur la chaîne TV Asahi. Toujours en 2007, elle participe à l'émission de variétés télévisées Megami no hatena (« La Déesse de Ce Qui Est ») sur les antennes de Nihon TV au cours de laquelle des actrices du film pornographique racontent les raisons qui les ont incité à entrer dans cette profession,. Elle a également fait une apparition sur la chaîne japonaise MTV Japon (en) aux côtés de l'artiste de hip-hop SEAMO et figure avec le groupe de  hip hop japonais de Yokohama DS455 dans leur clip vidéo de 2007 intitulé Summer Time in the D.S.C..
En 2008, Maria Ozawa, élue une des plus belles femmes au monde par le magazine Un Homme.fr, se dirige vers le cinéma classique. Les studios Three Dots Entertainment de Taipei (Taïwan) lui offrent un rôle aux côtés de Julianne Chu dans le film Invitation Only surnommé « le film d'horreur Taïwanais le plus radical jamais réalisé ». Ozawa y interprète le personnage d'un mannequin en vue et dialogue à la fois en anglais et en japonais. Son professionnalisme ayant fait bonne impression sur ses partenaires, son contrat est reconduit pour lui faire tourner d'autres scènes. Le film paraît à Taïwan au mois d'août 2008,,.
Ozawa qui est très appréciée à Taïwan pose dénudée pour la version taïwanaise de la revue FHM. Celle-ci paraît en mai 2009.
D'après un journal de septembre 2009, les studios indonésiens Maxima Pictures « font leur possible » pour attirer Maria Ozawa dans une comédie indonésienne intitulée Menculik Miyabi (Le rapt de Miyabi) qui doit sortir à la fin de l'année 2009.
En novembre 2009, après l'échec de son projet de film indonésien, Ozawa commence à travailler pour le luxueux club de Deribarii herusu Tiger's Hole (虎の穴, Tora no Ana) à Shibuya,.
En septembre 2010, Maria Ozawa est engagée comme Call-girl par le susdit établissement. Elle travaille également pour l'hostess club LILITH situé dans le quartier de Roppongi.
Ozawa est actuellement l'une des actrices pornographiques japonaises les plus populaires et l'une des mieux payée des années 2000. Au cours d'une interview accordée en 2007, elle a déclaré tirer de sa profession un revenu mensuel minimum de 8 000 $ ce qui lui permet de vivre confortablement tout en payant un loyer de 1 682 $ pour un appartement haut de gamme. Bien que son activité soit lucrative, Maria Ozawa déconseille aux candidats potentiels de s'y engager.
L'actrice est très fière d'exercer son métier mais ses parents comme ses amis réprouvent son travail. Ces derniers ont coupé tous liens avec elle. Elle affirme qu'un jour, apportant des vidéos la mettant en scène pour les montrer à ses parents, ceux-ci refusent de les voir en la priant instamment d'arrêter cette activité.

## Filmographie[42]

### Vidéos pornographiques

#### 2005
| Titre de la vidéo                                              | Producteur/Code d'identification | Réalisateur | Parution         | Notes |
| -------------------------------------------------------------- | -------------------------------- | ----------- | ---------------- | ----- |
| New Face – Number One Style 新人xギリモザ ナンバーワンスタイル | S1 ONED-268                      | Hideto Aki  | 7 octobre 2005   | O     |
| Beautiful Pako Pako 美しきパコパコ                             | S1 ONED-302                      | Kingdom     | 19 novembre 2005 | O     |
| Temptation Erotic Fuck 誘惑エロティックFUCK                    | S1 ONED-312                      | Hideto Aki  | 7 décembre 2005  | O     |

N.B. La firme S1 édite ses vidéos originales « pour la location exclusivement » avec l'identification 5ONE-000 dont les trois derniers chiffres correspondent à l'identification des vidéos destinées à la vente et listés ci-dessus.

#### 2006
| Titre de la vidéo | Producteur/Code d'identification | Réalisateur    | Parution          | Notes                                                                                    |
| --- | -------------------------------- | -------------- | ----------------- | ---------------------------------------------------------------------------------------- |
| Barely There Mosaic ギリギリモザイク                                                                                  | S1 ONED-343                      | Iggy Coen      | 19 janvier 2006   | O                                                                                        |
| Sex on the Beach – Southern Island Pako Pako! SEX ON THE BEACH～南の島でパコパコ！                                    | S1 ONED-364                      | Hideto Aki     | 19 février 2006   | O                                                                                        |
| 6 Costume Pako Pako! ６つのコスチュームでパコパコ！                                                                   | S1 ONED-384                      | Iggy Coen      | 19 mars 2006      | O                                                                                        |
| S1 Girls Collection / 2005.05-2005.12 み～んなでパコパコしよっ2                                                       | S1/ONSD-009                      |                | 7 avril 2006      | Comp, C                                                                                  |
| S1 Girls Collection / 2005.01-2005.12 S1ガールズコレクション S級痴女が犯してあげる                                    | S1 ONSD-010                      |                | 7 avril 2006      | Comp, C, 18 actrices                                                                     |
| Lewd Flesh 淫らな肉体                                                                                                 | S1 ONED-409                      | [JO]STYLE      | 19 avril 2006     | O                                                                                        |
| S1 Girls Collection - Big Breast Beauties 4 Hours! 美巨乳ボインボイン4時間！                                          | S1 ONSD-011                      |                | 19 avril 2006     | Comp, C                                                                                  |
| S1 Girls Collection / 2004.11-2005.10 S1 ’04.11～’05.10全281タイトル 5時間まとめてドーンッ！！                        | S1 ONSD-013                      |                | 7 mai 2006        | Comp, C                                                                                  |
| Beautiful Sex – Maria Ozawa キレイナセックス 小澤マリア Vidéo-image                                                   | Consent CON-004                  |                | 11 mai 2006       | O                                                                                        |
| Let's Do It At School ♥ 学校でセックスしよっ♥                                                                         | S1 ONED-439                      | Iggy Coen      | 19 mai 2006       | O                                                                                        |
| W Barely There Mosaic Wギリギリモザイク                                                                               | S1 ONED-450                      | [JO]STYLE      | 7 juin 2006       | O, Avec Manami Amamiya                                                                   |
| On the Beach みんなでパコパコ ON THE BEACH                                                                            | S1 ONSD-017                      |                | 7 juin 2006       | Comp, C, 6 actrices                                                                      |
| S1 Girls Collection - Best of Rideing position バコバコ騎乗位4時間！                                                  | S1 ONSD-019                      |                | 19 juin 2006      | Comp, C                                                                                  |
| S1 Girls Collection - Beautiful Legs 4 Hours 美脚美女の挑発FUCK4時間！                                                | S1 ONSD-022                      |                | 7 juillet 2006    | Comp, C, 14 actrices                                                                     |
| Endless Bako Bako 5 無限バコバコ5                                                                                     | S1 ONED-485                      | Iggy Coen      | 19 juillet 2006   | O                                                                                        |
| S1 Girls Collection - Best of Complete Restraint ギリギリモザイク 完全拘束イカセ4時間                                 | S1 ONSD-023                      |                | 19 juillet 2006   | Comp, C, 15 actrices                                                                     |
| Naked Venus – Maria Ozawa ネイキッドビーナス 小澤マリア Vidéo-image                                                   | ? TJCA-10005                     |                | 21 juillet 2006   | O                                                                                        |
| Hyper – Barely There Mosaic ハイパーギリギリモザイク                                                                  | S1 ONSD-028                      |                | 7 août 2006       | C, Avec Yua Aida, Yuma Asami, Sora Aoi & Honoka, Vidéo gagnante du concours AV Open 2006 |
| S1 Girls Collection / 2005.07-2006.02 S1ガールズコレクション ウブなセックスたっぷり見せちゃうぞ♥2                     | S1 ONSD-029                      |                | 19 août 2006      | Comp, C                                                                                  |
| Barely There Mosaic – 6 Performances ギリギリモザイク６本番                                                           | S1 ONED-515                      | Uno Toraji     | 19 août 2006      | O                                                                                        |
| S1 Girls Collection / 2004.11-2006.03 抜き挿しクッキリ！ドアップ結合部たっぷり4時間！                                 | S1 ONSD-033                      |                | 7 septembre 2006  | Conp, C, 40 actrices                                                                     |
| S1 Girls Collection - Best of Costume Play 100コスチュームでパコパコ4時間！                                           | S1 ONSD-034                      |                | 7 septembre 2006  | C, 50 actrices                                                                           |
| The Main Purpose of Special Delusional Bathhouse 妄想的特殊浴場 本指名                                                | S1 ONED-545                      | Hideto Aki     | 19 septembre 2006 | O                                                                                        |
| S1 Girls Collection - 21 Girls Collection / 3P Pakopako 3Pパコパコ4時間！前から！後ろから！突かれまくりスペシャル！！ | S1 ONSD-037                      |                | 19 septembre 2006 | Comp, C, 12 actrices                                                                     |
| S1 Girls Collection / 2005.11-2006.05 S1ガールズコレクション S1女学院♥み～んなでパコパコ学園祭！2                     | S1 ONSD-040                      |                | 7 octobre 2006    | Comp, C                                                                                  |
| Promiscuous Bako Bako 16 バコバコ乱交16                                                                               | S1 ONED-558                      | Hifumi Tatsuwo | 7 octobre 2006    | O                                                                                        |
| S1 Dream Collection – Super S-class Idols 4 Hours! 1 S1ドリームコレクション スーパーS級アイドル4時間！1               | S1 ONSD-039                      |                | 7 octobre 2006    | Comp, C, Avec Yua Aida, Yuma Asami, Sora Aoi et Honoka                                   |
| S1 Girls Collection - Big Breast Beauties 4 Hours! 2 美巨乳ボインボイン4時間！ 2                                      | S1 ONSD-043                      |                | 19 octobre 2006   | Comp, C                                                                                  |
| Share a 24 Hours Full of Sex with Maria! マリアとの共同生活は24時間セックスざんまい！                                 | S1 ONED-609                      | Flagman        | 19 novembre 2006  | O                                                                                        |
| S1 Girls Collection / 2005.09-2006.06 オチンチン大好き い～っぱいフェラチオしてあげる 2                               | S1 ONSD-049                      |                | 19 novembre 2006  | Comp, C, 20 actrices                                                                     |
| New Nude 05 – Maria Ozawa ｎｅｗ ＮＵＤＥ０５ 小澤マリア Vidéo Image                                                  | ? SFN-05                         |                | 21 novembre 2006  | O                                                                                        |
| Obscene Nymphomaniac 5 イヤラしい痴女5                                                                                | S1 ONED-624                      | Midori Kohaku  | 7 décembre 2006   | O                                                                                        |
| S1 Girls Collection / 2005.09-2006.06 - Shiofuki 25 in Succession ビッチャビチャ潮吹き大洪水25連発！                  | S1 ONSD-051                      |                | 7 décembre 2006   | Comp, C, 25 actrices                                                                     |
| S1 Girls Collection - Best of Large Ejaculation Sex S1級女優23人！大絶叫バコバコ4時間                                 | S1 ONSD-052                      |                | 7 décembre 2006   | Comp, C, 23 actrices                                                                     |

N.B. La firme S1 édite ses vidéos originales « pour la location exclusivement » avec l'identification 5ONE-000 dont les trois derniers chiffres correspondent à l'identification des vidéos destinées à la vente et listés ci-dessus.

#### 2007
| Titre de la vidéo | Producteur/Code d'identification | Réalisateur   | Parution          | Notes                |
| --- | -------------------------------- | ------------- | ----------------- | -------------------- |
| Maria Ozawa Collection 1 小澤マリア COLLECTION1 | S1 ONSD-056                      |               | 7 janvier 2007    | Comp, C              |
| S1 11.2005-11.2006 - All 382 in 7 Hours S1 ’05.11～’06.11全382タイトル 7時間まとめてドーンッ！！                                                                         | S1 ONSD-057                      |               | 7 janvier 2007    | Comp, C, 68 actrices |
| S1 Girls Collection / 2006.03-2006.09 - Bath House 発射無制限 妄想的特殊大浴場2                                                                                          | S1 ONSD-058                      |               | 7 janvier 2007    | Comp, C, 14 actrices |
| Hyper X – Barely There Mosaic ハイパー×ギリギリモザイク | S1 ONED-662                      | Midori Kohaku | 19 janvier 2007   | O                    |
| S1 Girls Collection - Best of No.1 Style Fuck! ナンバーワンスタイルFUCK4時間！                                                                                           | S1 ONSD-062                      |               | 7 février 2007    | Comp, C              |
| S1 Dream Collection – 2nd Anniversary Commemoration Special Ver. – Super S Class Idols 8 Hours! S1ドリームコレクション2周年記念スペシャルVer. スーパーS級アイドル8時間！ | S1 ONSD-066                      |               | 19 février 2007   | Comp, C              |
| Pako Pako with Civil Aviation Flight Attendant パコパコ航空 CA 小澤マリア                                                                                                | S1 ONED-686                      | Ekimoto       | 19 février 2007   | O                    |
| S1 Girls Collection / 2006.01-2006.11 S1級痴女が犯してあげる 2 | S1 ONSD-065                      |               | 19 février 2007   | Comp, C              |
| S1 Girls Collection - Cleaning-Fellatio 最後の一滴まで欲しいの お掃除フェラ4時間                                                                                         | S1 ONSD-071                      |               | 19 mars 2007      | Comp, C              |
| S1 Girls Collection - S1 Girls School Festival S1女学院 み～んなでパコパコ学園祭！ 3                                                                                     | S1 ONSD-073                      |               | 7 avril 2007      | Comp, C              |
| S1 Girls Collection - Sperma-Shower S級女優24人に一撃！ものすごい顔射4時間                                                                                               | S1 ONSD-075                      |               | 7 avril 2007      | Comp, C              |
| S1 Girls Collection - Best of Complete Restraint 2 完全拘束イカセ4時間！2                                                                                                | S1 ONSD-076                      |               | 19 avril 2007     | Comp, C              |
| S1 Girls Collection / 2004.11-2007.02 S級女優100人！手コキ100連発4時間                                                                                                   | S1 ONSD-077                      |               | 19 avril 2007     | Comp, C              |
| S1 Girls Collection - Beautiful Anal 4 Hours S級女優24人！シワまで丸見え！美アナルたっぷり4時間                                                                          | S1 ONSD-078                      |               | 19 avril 2007     | Comp, C              |
| Beautiful Eurasian News Anchor Maria Ozawa Desiring Nakadashi Rape 憧れの美人ハーフ女子アナ中出しレイプ 小澤マリア                                                       | Dasdas DASD-002                  | 城乃和泉      | 25 avril 2007     | O                    |
| S1 Girls Collection - Hyper GiriGiri Mosaic 4 Hours ハイパーギリギリモザイク4時間！                                                                                      | S1 ONSD-080                      |               | 7 mai 2007        | Comp, C              |
| Dream Collection S Class Actresses 2 S級女優4時間 夢の大共演スペシャル 2                                                                                                 | S1 ONSD-085                      |               | 19 mai 2007       | Comp, C, 26 actrices |
| Popular Fashion Model Maria Ozawa Nakadashi Raped for 20 Consecutive Times! 人気ファッションモデル小澤マリア２０連発中出し！                                             | Dasdas DASD-005                  | Hokusai       | 25 mai 2007       | O                    |
| Maria Ozawa Painful Orgasm Endless Shiofuki 悶絶アクメ無制限潮吹き 小澤マリア                                                                                            | Dasdas DASD-010                  | Ekimoto       | 25 juin 2007      | O                    |
| Juicy Honey - Maria Ozawa ジューシーハニー/小澤マリア Vidéo-image | Juicy Honey JYH-0002             |               | 28 juin 2007      | O                    |
| S1 Girls Collection / 2004.12-2007.03 S級痴女が犯してあげる 3 | S1 ONSD-095                      |               | 7 juillet 2007    | Comp, C              |
| kira☆kira Special Gangbang☆3Mix Maria Ozawa, Reina Matsushima, Naomi Serizawa kira☆kira SPECIAL GANGBANG☆3MIX 小澤マリア、松嶋れいな、芹沢直美                           | kira☆kira KISD-003               |               | 25 juillet 2007   | O                    |
| S1 Girls Collection - Best of Stark Naked Fuck S級女優20人！絶品ボディで全裸FUCK4時間                                                                                    | S1 ONSD-107                      |               | 7 août 2007       | Comp, C              |
| S1 Dream Collection Super S Class Idol 4 Hours 2 S1ドリームコレクション スーパーS級アイドル4時間！2                                                                      | S1 ONSD-108                      |               | 19 août 2007      | Comp, C, 8 actrices  |
| Urine Bukkake on Beautiful Eurasian English Teacher Maria Ozawa Nakadashi Raped for 20 Consecutive Times! 小便ぶっかけ 美人ハーフ英語女教師小澤マリア20連発中出し！      | Dasdas DASD-021                  | Hokusai       | 25 août 2007      | O                    |
| S1 Girls History 2006.01.07-2006.03.19 S1ガールズヒストリー 完全保存版S1期間限定作品集！                                                                                 | S1 ONSD-113                      |               | 7 septembre 2007  | Comp, C              |
| Nakadashi Raped for 100 Consecutive Times! 100連発で中に出す! | Dasdas DASD-026                  | Hokusai       | 25 septembre 2007 | O, Avec Anri Suzuki  |
| S1 Girls Collection - 26 S Class Idols 4 Hour Special S級女優26人！ギリギリモザイク4時間スペシャル！                                                                     | S1 ONSD-125                      |               | 7 octobre 2007    | Comp, C              |
| 100 Shoot Inside Non-Stop! 100連発中出し！ | Dasdas DAZD-001                  |               | 25 octobre 2007   | Comp, C, 5 actrices  |
| Anal Slave Enema Spray! アナル奴隷浣腸噴射！小澤マリア | Dasdas DASD-031                  | Hokusai       | 25 octobre 2007   | O                    |
| S1 Girls History 2006.04.07-2006.06.19 S1ガールズヒストリー 完全保存版S1期間限定作品集！ 2                                                                               | S1 ONSD-137                      |               | 19 novembre 2007  | Comp, C              |
| "Das" 2007 4-9 - 30 All Titles Perfect Collection ダスッ！総集編4時間 | Dasdas DAZD-002                  |               | 25 novembre 2007  | Comp, C              |
| S1 Girls Collection - Best of Full Fellatio チンポがいっぱい！複数フェラ4時間                                                                                            | S1 ONSD-147                      |               | 19 décembre 2007  | Comp, C              |
| Anal Sex Real Nakadashi 肛門性交生中出し 小澤マリア | Dasdas AVGL-017                  | Hokusai       | 1er décembre 2007 | O                    |
| S1 Golden Festival S1 GOLDEN FESTIVAL7時間 | S1 ONSD-149                      |               | 19 décembre 2007  | Comp, C              |
| 100 Continuous Shiofuki! 100連発潮吹き！ | Dasdas DAZD-003                  |               | 25 décembre 2007  | Comp, C, 7 actrices  |

N.B. La firme S1 édite ses vidéos originales « pour la location exclusivement » avec l'identification 5ONE-000 dont les trois derniers chiffres correspondent à l'identification des vidéos destinées à la vente et listés ci-dessus.

#### 2008
| Titre de la vidéo | Producteur/Code d'identification | Réalisateur    | Parution          | Notes |
| --- | -------------------------------- | -------------- | ----------------- | --- |
| The Lady Panther Vol. 6 女怪盗 女豹6 爆弾を抱いて眠れ                                                                                    | Attackers SSPD-047               | Yuji Sakamoto  | 7 janvier 2008    | O, Avec Moe Aizawa & Hikari Hino                                                                                     |
| Venus NUDE:FILE2 Vidéo-image | Forever FSVN-02                  |                | 15 janvier 2008   | O Avec Kaede Matsushima, Rino Konno & Shihori Inamori                                                                |
| S1 Girls Collection - Best of No.1 Style Fuck! 3 ナンバーワンスタイルFUCK4時間！ 3                                                       | S1 ONSD-155                      |                | 19 janvier 2008   | Comp, C |
| kira☆kira BEST SUPER☆MODEL☆COLLECTION | kira☆kira KIBD-007               |                | 25 janvier 2008   | Comp, C, 10 actrices                                                                                                 |
| Nakadashi Rape 4 Hours! 強姦中出し4時間！                                                                                                | Dasdas DAZD-004                  |                | 25 janvier 2008   | Comp, C, 5 actrices                                                                                                  |
| Maria Ozawa - Female Ninja Rape Ninjutsu Notebook くノ一凌辱忍法帳 碧眼のマリア 狂い堕ちた修羅姫                                         | Attackers RBD-104                | [JO]STYLE      | 7 février 2008    | O |
| S1 Girls Collection Special 2004.11-2007.11 S1 3周年！ 24時間868タイトルまとめてドーンッ！！                                             | S1 ONSD-161                      |                | 7 février 2008    | Comp, C |
| S1 Girls Collection / 2006.05-2007.10 S1女学院 み～んなでパコパコ学園祭！ 5                                                              | S1 ONSD-163                      |                | 7 février 2008    | Comp, C |
| kira☆kiraGALS☆ Collection kira☆kiraGALS☆集団乱交4時間                                                                                    | kira☆kira KIBD-009               |                | 19 février 2008   | Comp, C, 20 actrices                                                                                                 |
| Slave File Vol. 1 ダスッ！奴隷FILE vol.1                                                                                                 | Dasdas DAZD-005                  |                | 25 février 2008   | Comp, C, 3 actrices                                                                                                  |
| kira☆kira BEST Hard Riding Style 50 Gals 4 Hours kira☆kira BEST 激振り騎乗位50人4時間                                                    | kira☆kira KIBD-010               |                | 19 mars 2008      | Comp, C |
| Restraint Chair Legend Maria Ozawa 拘束椅子Legend 小澤マリア                                                                             | Dogma DDT-178                    | Tohjiro        | 19 mars 2008      | O |
| kira☆kira BEST 2007 kira☆kira BEST2007 下半期総集編                                                                                      | kira☆kira KIBD-012               |                | 19 avril 2008     | Comp, C |
| Fallen Urine-Drinking Pig Idol 落ちぶれた飲尿メス豚アイドル                                                                              | Dasdas DASD-050                  | Hokusai        | 25 avril 2008     | O |
| "Das" 1st Anniversary - 49 All Titles Perfect Collection 1周年記念！ダスッ！総集編8時間                                                  | Dasdas DAZD-007                  |                | 25 avril 2008     | Comp, C |
| kira☆kira BEST Blow Job 50 Gals 4 Hours kira☆kira BEST フェラチオ50連発4時間                                                             | kira☆kira KIBD-013               |                | 19 mai 2008       | Comp, C |
| Multiple Black Rape 黒人輪姦 | Dasdas DASD-052                  | Hokusai        | 25 mai 2008       | Comp, O |
| Oral Rape! Fiery Irrumatio 4 Hours 犯せ口マンコ！激烈イラマチオ4時間                                                                     | Dasdas DAZD-008                  |                | 25 mai 2008       | Comp, C |
| S1 Girls Collection - Amazing PuruPuru Hips 4 Hours! 3 ものすごい美尻4時間！ 3                                                           | S1 ONSD-201                      |                | 7 juin 2008       | Comp, C, 10 actrices                                                                                                 |
| kira☆kira BEST Deep Inside Style 50 Gals 4 Hours kira☆kira BEST 挿入部UP50連発4時間                                                      | kira☆kira KIBD-015               |                | 19 juin 2008      | Comp, C |
| Fainting in Agony Acme Collection 4 Hours イカセ地獄！悶絶アクメ4時間                                                                    | Dasdas DAZD-009                  |                | 25 juin 2008      | Comp, C, 12 actrices                                                                                                 |
| Best Collection Golden Showers 4 Hours 放尿飲尿浴尿4時間！小便まみれのメス豚たち                                                         | Dasdas DAZD-010                  |                | 25 juin 2008      | Comp, C, 5 actrices                                                                                                  |
| S1 Girls Collection - The Best of Outdoor Sex もぅ我慢できない！ここでエッチしよっ                                                       | S1 ONSD-210                      |                | 7 juillet 2008    | Comp, C |
| When You Thrust Inside Me - Maria Ozawa 中にあたるとクネクネしちゃうの。 小澤マリア                                                      | Ran Maru TYOD-008                |                | 19 juillet 2008   | O |
| kira☆kira Gals Collection 2007 kira☆kiraGALS☆COLLECTION2007 完全総集編                                                                   | kira☆kira KIBD-017               |                | 19 juillet 2008   | Comp, C, 66 actrices                                                                                                 |
| X Time (Ecstasy) 16 Maria Ozawa X時間（エクスタシー） 16 小澤マリア Vidéo-image                                                          | Goma Books GBIL-0827             |                | 25 juillet 2008   | O |
| Depth Charged Fuck Best Collection 8 Hours 誰のかわからぬ子種で孕め！連続中出し8時間                                                     | Dasdas DAZD-011                  |                | 25 juillet 2008   | Comp, C |
| kira☆kira Gals Female Ejaculation Fifty Gals Four Hours kira☆kiraGALS☆ビショ濡れ潮吹き50選4時間                                          | kira☆kira KIBD-019               |                | 19 août 2008      | Comp, C |
| W Cast Premium Lesbian 小澤マリア&三浦亜沙妃 W Cast Premium lesbian                                                                      | LadyxLady Lady-061               | Kaori Himeno   | 21 août 2008      | Comp, O, Avec Asahi Miura                                                                                            |
| American School Girl - AMSC 11 Maria Ozawa アメスク 11 小澤マリア                                                                        | Prestige XND-011                 |                | 22 août 2008      | O |
| Raped Working Ladys Best Collection 4 Hours 勤務中に犯せ！働く女達を強姦4時間                                                            | Dasdas DAZD-012                  |                | 25 août 2008      | Comp, C |
| E-Body Maria Ozawa E-BODY 小澤マリア | E-Body EBOD-038                  |                | 13 septembre 2008 | O |
| The First Half of 2008 "DAS" Best Collection 2008年上半期！総集編8時間                                                                   | Dasdas DAZD-013                  |                | 25 septembre 2008 | Comp, C |
| Tora-Tora Platinum Vol.49 Maria Ozawa,                                                                                                   | Tora-Tora Platinum TRP-049       |                | 26 septembre 2008 | O, U |
| Woman Who Receives Stinky Semen By Face and Is Drowned 顔面受精した女達！臭いザーメンで溺れてしまえ！                                    | Dasdas DAZD-014                  |                | 25 octobre 2008   | Comp, C |
| Nasty Body Hard Fuck 淫乱BODYハードFUCK 小澤マリア                                                                                       | Moodyz Diva MIDD-441             | Tatsuya Aoki   | 31 octobre 2008   | O |
| Oral Venus おしゃぶりVENUS | M's Video Group AVGL-111         |                | 22 novembre 2008  | Avec Erika Sato & Reina Matsushima, Vidéo inscrite au concours AV Open 2009, Special Awards "Featured Actress Video" |
| Dream Woman DX ドリームウーマンDX | Moodyz AVGL-142                  | Arara Kurosawa | 22 novembre 2008  | Avec Ryou Takamiya & Natsumi Horiguchi, Vidéo inscrite au concours AV Open 2009                                      |
| the QUEEN of DAS! | Dasdas AVGL-128                  |                | 22 novembre 2008  | Comp, C, Vidéo gagnante catégorie "Best Violence Video" au concours AV Open 2009                                     |
| Brutal Gang Rape Best Collection 4 Hours 輪姦されたS級美女たち 鬼畜レイプ凌辱4時間                                                       | Dasdas DAZD-016                  |                | 25 novembre 2008  | Comp, C, 8 actrices                                                                                                  |
| Enema Clyster Large Jet Best Collection 4 Hours S級女優の肛門凌辱！浣腸大噴射4時間                                                       | Dasdas DAZD-017                  |                | 25 novembre 2008  | Comp, C, 4 actrices                                                                                                  |
| Lewd Office Secretary Maria Ozawa あこがれの秘書マリアはいつも汁ダクにオマ○コ濡らしているド淫乱痴女だった。 小澤マリア                   | Momotaro Exclusive SEND-168      |                | 7 décembre 2008   | O |
| "DAS" Best Hit Collection 8 Hours 「 ベストヒットダスッ！8時間 」 ダスッ！                                                               | Dasdas DAZD-018                  |                | 25 décembre 2008  | Comp, C, 14 actrices                                                                                                 |
| Tora-Tora Platinum Vol.52 Maria Ozawa | Tora-Tora-Tora TRP-052           |                | 31 décembre 2008  | O, U |
| American Style High School 3 Girls - ASHS 04 「 コスプレモード女子校生 04 Ozawa's scenes from American School Girl - AMSC 11 Maria Ozawa | Lustrous VGD-098                 |                | 10 janvier 2008   | Comp, C, Anthologie avec Yui Hatano & Marie                                                                          |

N.B. La firme S1 édite ses vidéos originales « pour la location exclusivement » avec l'identification 5ONE-000 dont les trois derniers chiffres correspondent à l'identification des vidéos destinées à la vente et listés ci-dessus.

#### 2009
| Titre de la vidéo | Producteur/Code d'identification | Réalisateur | Parution           | Notes                                                  |
| --- | -------------------------------- | ----------- | ------------------ | ------------------------------------------------------ |
| Swimsuit Lovers Maria Ozawa 競泳水着 LOVERS 小澤マリア                                                                                                 | TMA Mizuiro MIZ-003              |             | 21 janvier 2009    | O                                                      |
| Shemale Orgy Gangbang Rape 集団ニューハーフ輪姦乱交レイプ小澤マリア                                                                                    | Dasdas DASD-063                  | Hokusai     | 25 janvier 2009    | Avec Miruku Aima, Sena Arisawa & Ayaka                 |
| Immoral Teacher 2 極上おしゃぶり学園2 Immoral Teacher                                                                                                  | Moodyz Real MIRD-055             | [JO]STYLE   | 2 février 2009     | Avec Anri Suzuki & ＠YOU (あっとゆー)                  |
| LadyxLady 2 Year Anniversary Collection LADY×LADY 2周年全単体レズ作品集                                                                                | LadyxLady Lady-072               |             | 5 février 2009     | Comp, C                                                |
| Tora-Tora Platinum Vol.55 Maria Ozawa | Tora-Tora-Tora TRP-055           |             | 26 février 2009    | O, U                                                   |
| Elegant Queen Elegant Queen 小川あさ美 青木玲 小澤マリア 真田春香                                                                                      | Moodyz Real MIRD-057             | [JO]STYLE   | 1er mars 2009      | Avec Asami Ogawa, Rei Aoki & Haruka Sanada             |
| The Lady Panther Deluxe II 完全ノーカット版 女怪盗 女豹DX 2                                                                                            | Attackers Best ATAD-061          |             | 6 mars 2009        | Avec Ann Nanba, Emi Kitagawa, Moe Aizawa & Hikari Hino |
| Moodyz 2009 January-April Collection MOODYZ 2009年1月～4月作品集                                                                                       | Moodyz Value MIVD-020            |             | 11 juillet 2009    | Avec plusieurs autres actrices                         |
| The Best of Moodyz Popular Actresses - Sex For 4 Hours 超人気女優のイキまくりSEX4時間                                                                  | Moodyz Best MIBD-417             |             | 13 juillet 2009    | Avec plusieurs autres actrices                         |
| Cowgirl Position 4 Hours 騎乗位4時間 | E-Body MKCK-004                  |             | 13 juillet 2009    | Avec plusieurs autres actrices                         |
| S1 Girls Collection - Ecstasy! Squirting 4 Hours 失神寸前！イカセ潮吹き4時間                                                                           | S1 ONSD-342                      |             | 19 juillet 2009    | Avec diverses autres actrices                          |
| Moodyz Fan Thanksgiving Day Bako Bako Bus Tour 2009 MOODYZファン感謝祭 バコバコバスツアー2009 S級AVギャルのハメまくり大乱交！！                        | Moodyz Real MIRD-065             |             | 1er août 2009      | Avec 15 autres actrices                                |
| S1 Girls Collection - Selecting Specially Sex 8 Hours 3 ギリモザ特選SEX8時間スペシャル 3                                                               | S1 ONSD-342                      |             | 7 août 2009        | Avec 23 autres actrices                                |
| Kiss Intertwined Lips and Tongues - 50 Actresses 4 Hours キスがスキ絡み合う女優50人の唇と舌4時間                                                       | Moodyz Best MIBD-424             |             | 13 août 2009       | 50 actrices                                            |
| Beautiful Ass Addiction 4 Hours 美尻中毒4時間 | S1 ONSD-350                      |             | 19 août 2009       | Avec 19 autres actrices                                |
| "DAS" Best Hit Collection 8 Hours Vol. 2 「 ベストヒットダスッ！8時間 Vol.2                                                                            | Dasdas DAZD-020                  |             | 25 août 2009       | 18 actrices                                            |
| 可愛い顔にデカいオッパイとクビレた腰 MOODYZ特選 絶賛ボディ女優の体液交わる濃密FUCK4時間                                                                | Moodyz Best MIBD-428             |             | 1er septembre 2009 | Avec plusieurs autres actrices                         |
| S1 Girls Collection - S-Class Actress Sex Service 4 Hours 級女優のご奉仕風俗4時間                                                                      | S1 ONSD-352                      |             | 7 septembre 2009   | 26 actrices                                            |
| S1 Girls Collection - Hit the Throat! Cum in Mouth 4 Hours のどちんこ直撃！口内発射4時間                                                               | S1 ONSD-354                      |             | 7 septembre 2009   | 24 actrices                                            |
| Lewd Women Squirting & Sex 4 Hours どスケベ女たちの潮吹きとSEX4時間                                                                                    | Moodyz Best MIBD-433             |             | 13 septembre 2009  | 20 actrices                                            |
| Deep Kiss Fuck ディープキスファック | E-Body MKCK-005                  |             | 13 septembre 2009  | Avec diverses autres actrices                          |
| The Other Side of Moodyz Fan Thanksgiving Day Bako Bako Bus Tour 2009 MOODYZファン感謝祭 裏バコバコバスツアー2009 本編未収録！深夜のペニス吸引祭り！！ | Moodyz Acid MIAD-431             |             | 1er octobre 2009   | 16 actrices                                            |
| S1 Girls Collection - Lewd Wife Squirting 4 Hours 潮吹き淫乱若奥様4時間                                                                                | S1 ONSD-363                      |             | 7 octobre 2009     | 19 actrices                                            |
| Super Hard Piston Big Ass 4 Hours 超デカ尻激ピストン4時間                                                                                              | Moodyz Best MIBD-440             |             | 13 octobre 2009    | Avec plusieurs autres actrices                         |
| Specially Selected! Super Popular Actresses Gokkun Sex 4 Hours 特選！超人気女優のゴックンとSEX4時間                                                    | Moodyz Best MIBD-441             |             | 13 octobre 2009    | 20 actrices                                            |
| S1 Girls Collection - Continuously Skewered Debauched Sex 4 Hours ズッポリ串挿し淫乱交尾4時間                                                          | S1 ONSD-366                      |             | 19 octobre 2009    | 24 actrices                                            |
| Lewd Fellation 淫乱フェラチオ | Ranmaru TYWD-003                 |             | 19 octobre 2009    | 23 actrices                                            |
| Gangbang Rape S-Class Actresses 4 Hours 強制中出しレイプで輪姦されたS級女優4時間                                                                       | Dasdas DAZD-021                  |             | 25 octobre 2009    | Avec 6 autres actrices                                 |
| Moodyz 2009 May-August Collection MOODYZ 2009年5月～8月作品集                                                                                          | Moodyz MIVD-021                  |             | 1er novembre 2009  | Avec différentes autres actrices                       |

N.B. La firme S1 édite ses vidéos originales « pour la location exclusivement » avec l'identification 5ONE-000 dont les trois derniers chiffres correspondent à l'identification des vidéos destinées à la vente et listés ci-dessus.

### V-cinema
- メイドの部屋 ～お帰りなさいませ、ご主人様～ (La chambre de la domestique: Le retour du maître) – DMSM7128 – 25 avril 2007
- けっこう仮面 ロワイヤル (Kekkō Kamen Royale) – APS-176 – 25 mai 2007
- けっこう仮面 プレミアム (Kekkō Kamen Premium) – APS-178 – 25 juin 2007

### Séries télévisées
- 特命係長・只野仁 (Tokumei Kakarichō Tadano Hitoshi[52]) – TV Asahi[53].
  - Deuxième saison, spéciale (7 août 2005) Maria Ozawa est Anita, une fille qui travaille dans un sauna à caractère sexuel
  - Troisième saison  season series (12 janvier 2007 – 16 mars 2007)  Anita devient une stripteaseuse lors du 31e et dernier épisode de la saison)

### Cinéma
- Invitation Only - Three Dots Entertainment Co. Ltd., Taïwan - août 2008.

## Albums photos
- 小澤マリア1st.写真集 X・Star（Maria Ozawa's 1st Photobook – X・Star） – 23 mai 2006, 彩文館出版  (ISBN 4-7756-0129-6)

### Sources de l'article
Tous les liens ci-dessus sont en japonais.
- « 小澤マリア – Ozawa Maria (Portrait journalistique) » [archive du 20 octobre 2007], 'Web I-dic' (consulté le 30 août 2007)
- « カリスマＡＶ女優・小澤マリアに独占インタビュー（前編） Interview exclusive avec la charismatique actrice de films pornographiques Maria Ozawa, Pt.1 »(Archive.org • Wikiwix • Archive.is • Google • Que faire ?), www.ohmynews.co.jp,‎ 29-08-2007-08-29. archivé le 10-06-2008 sur  (consulté le 20 février 2010)
- « カリスマＡＶ女優・小澤マリアに独占インタビュー（後編） Interview exclusive avec la charismatique actrice de films pornographiques Maria Ozawa, Pt.2 »(Archive.org • Wikiwix • Archive.is • Google • Que faire ?), www.ohmynews.co.jp,‎ 30-08-2007. archivé le 10-06-2008 sur   (consulté le 20 février 2010)
- « 小澤マリア (Biographie et filmographie chez Attackers) », www.attackers.net (consulté le 30 septembre 2010)
- « 小澤マリア  (Biographie et filmographie chez Dasdas) », www.dasdas.jp (consulté le 30 septembre 2010)
- « 小澤マリア (Biographie et filmographie chez S1) », s1s1s1.com (consulté le 30 septembre 2010)
- (« みやび (Portrait journalistique de Miyabi) », shirouto-teien.com. Archivé le 23-11-2006 (consulté le 30 mars 2008)
- « 海外で愛される日本のAV　一番人気は小澤マリア « L'actrice de films pornographiques la plus aimée au-delà des mers : La plus populaire est Maria Ozawa » », news.ameba.jp,‎ 15 juin 2008 (consulté le 30 juin 2008)
- « Dogma website filmography »(Archive.org • Wikiwix • Archive.is • Google • Que faire ?) (consulté le 6 mai 2013) consulté le 22 mai 2008
- Kira-Kira website filmography consulté le 22 mai 2008
- « Ranmaru website filmography »(Archive.org • Wikiwix • Archive.is • Google • Que faire ?) (consulté le 6 mai 2013) consulté le 22 mai 2008;
- « Moodyz website filmography »(Archive.org • Wikiwix • Archive.is • Google • Que faire ?) (consulté le 6 mai 2013) consulté le 22 mai 2008;
- DMM website catalog consulté le 17 octobre 2007